# Classe Veinticinco de Mayo
A Classe Veinticinco de Mayo foi uma classe de cruzadores pesados operada pela Armada Argentina, composta pelo ARA Almirante Brown e ARA Veinticinco de Mayo. Suas construções começaram em 1931, foram lançados ao mar em 1929 e comissionados em 1931. A classe foi encomendada como parte de um programa de construção naval e a licitação para sua construção foi vencida pelos estaleiros italianos da Odero Terni Orlando. Seu projeto foi supostamente inspirado pela Classe Trento da Marinha Real Italiana, porém isto contestado por causa das várias diferenças entre os dois. Os navios foram os únicos cruzadores pesados que serviram em uma marinha da América do Sul.
Os dois cruzadores da Classe Veinticinco de Mayo eram armados com uma bateria principal composta por seis canhões de 191 milímetros montados em três torres de artilharia duplas. Tinham um comprimento de fora a fora de 170 metros, boca de dezessete metros, calado de quatro metros e um deslocamento carregado de nove mil toneladas. Seus sistemas de propulsão eram compostos por seis caldeiras a óleo combustível que alimentavam dois conjuntos de turbinas a vapor, que por sua vez giravam duas hélices até uma velocidade máxima de 32 nós (59 quilômetros por hora). Os navios também eram protegidos por um cinturão de blindagem com setenta milímetros de espessura.
Os navios tiveram carreiras relativamente tranquilas e com poucos incidentes. Passaram seus primeiros anos de serviço realizando principalmente viagens diplomáticas para outros países da América do Sul, porém o Veinticinco de Mayo chegou a ir para a Espanha em 1936 a fim de proteger interesses e cidadãos argentinos durante a Guerra Civil Espanhola. A Argentina manteve sua neutralidade durante praticamente toda a Segunda Guerra Mundial, assim os dois cruzadores pouco tiveram o que fazer. Retomaram suas antigas rotinas de viagens internacionais depois do conflito até serem ambos descomissionados no início da década de 1960, sendo desmontados em 1962.

## Antecedentes
A Armada Argentina pressionou o governo depois do fim da Primeira Guerra Mundial em 1918 com o objetivo de conseguir dinheiro para um novo programa de construção naval que igualasse o país aos seus principais vizinhos, Brasil e Chile. O Congresso da Nação demorou alguns anos para financiar a modernização dos couraçados e contratorpedeiros existentes, mas depois disso alocou em 1926 a quantia de 170 milhões de pesos por um período de dez anos a fim de expandir a armada com navios novos. A votação deste dinheiro foi bem contenciosa na Câmara dos Deputados, pois enfrentou oposição tanto de políticos socialistas quanto de uma facção da União Cívica Radical, partido do ex-presidente Hipólito Yrigoyen. O projeto de lei só foi aprovado depois de Yrigoyen ter publicamente dado seu apoio.
Um processo de licitação foi aberto e a vencedora foi a Odero Terni Orlando da Itália. Foi inicialmente planejado a construção de três cruzadores pesados, mas o terceiro membro da classe foi abandonado em algum momento. O projeto do que se tornaria a Classe Veinticinco de Mayo foi supostamente baseado na Classe Trento da Marinha Real Italiana, porém o historiador M. J. Whitley comentou que os navios argentinos tinham pouca semelhança com os italianos, sendo menores, menos protegidos e com maquinários e armamento diferentes. Os cruzadores pesados da Classe Veinticinco de Mayo foram os únicos navios de seu tipo operados por uma marinha da América do Sul. Opiniões estrangeiras sobre a qualidade dos cruzadores foram negativas, porém os argentinos gostaram muito do resultado e os tinham em muita alta estima.

## Projeto

### Características
Os navios da Classe Veinticinco de Mayo tinham 162,5 metros de comprimento da linha de flutuação e 170,8 metros de comprimento de fora a fora. Tinham boca de 17,82 metros e calado de 4,66 metros. O deslocamento padrão era de 6,9 mil toneladas e o deslocamento carregado de 9 144 toneladas. Suas tripulações eram formadas por 780 oficiais e marinheiros. Os cruzadores foram construídos com uma catapulta de aeronaves fixa Gagnotto no castelo de proa e um hangar logo abaixo capaz de acomodar dois hidroaviões, mas o hangar foi convertido em acomodações em 1937 e a catapulta original removida e substituída em 1939 por uma catapulta giratória Rapier Ransome à ré da chaminé na superestrutura. Os navios originalmente operavam hidroaviões Vought O2U Corsair, depois modelos Grumman G-5, Supermarine Walrus e Grumman J2F Duck.
O sistema de propulsão era composto por seis caldeiras Yarrow a óleo combustível que alimentavam duas turbinas a vapor Parsons, cada uma girando uma hélice. Tinham uma potência indicada de 85,7 mil cavalos-vapor (63 mil quilowatts) para uma velocidade máxima de 32 nós (59 quilômetros por hora). Podiam carregar até 2,3 mil toneladas de óleo combustível, o que proporcionava uma autonomia de 8 030 milhas náuticas (14 870 quilômetros) a uma velocidade de cruzeiro de catorze nós (26 quilômetros por hora).

### Armamento

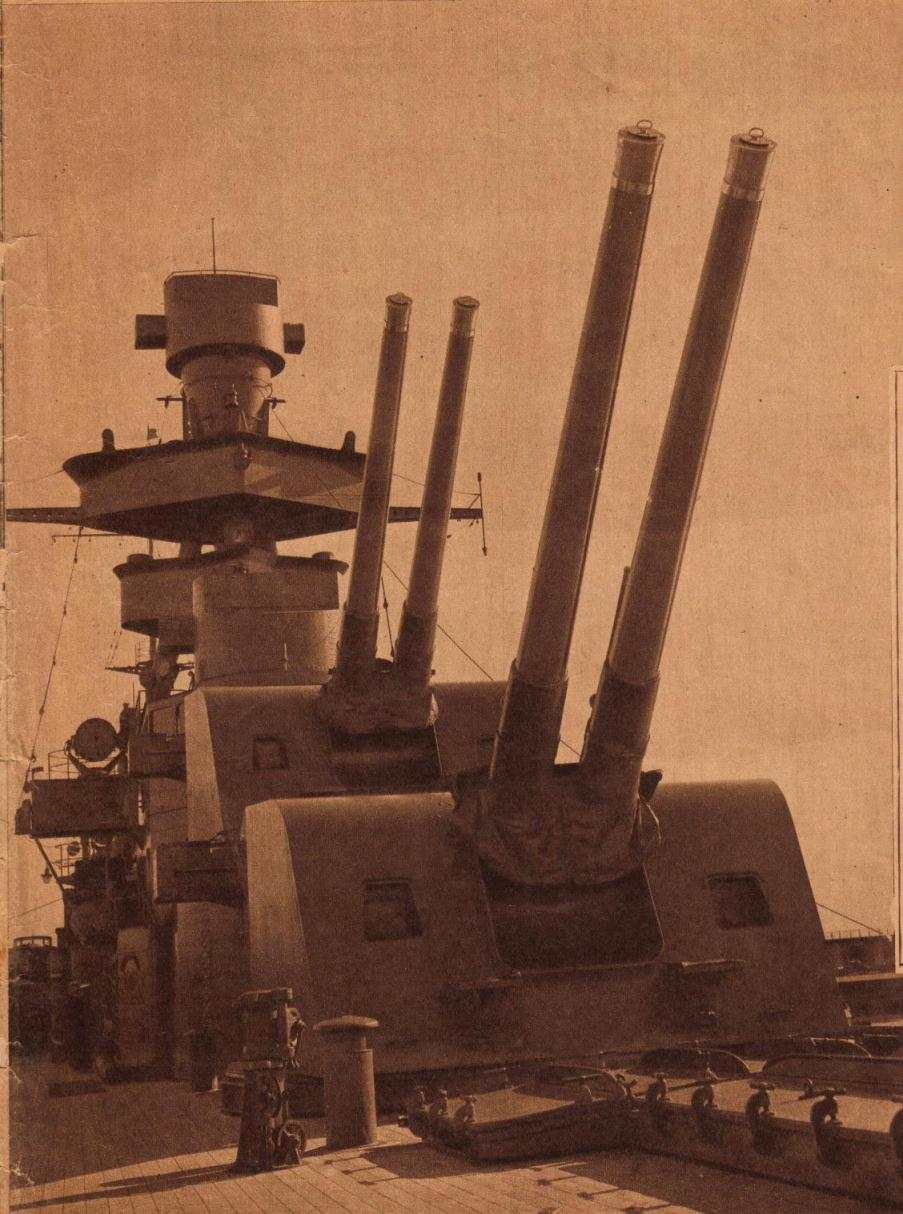
As torres de artilharia de vante do Almirante Brown

O armamento principal era composto por seis canhões O.T. calibre 52 de 191 milímetros montados em três torres de artilharia duplas, duas à vante da superestrutura e uma à ré. Estes canhões aparentemente eram versões modificadas do canhão Marco VI calibre 45 instalado na Classe Hawkins da Marinha Real Britânica. Disparavam projéteis de noventa quilogramas a uma velocidade de saída de 936 metros por segundo e cadência de tiro de aproximadamente três disparos por minuto. Cada canhão tinha à disposição um carregamento de 160 projéteis. Podiam abaixar até sete graus negativos e elevar até 45 graus, tendo um alcance máximo de 27,3 quilômetros em elevação máxima. As torres de artilharia tinham um arco de disparo de trezentos graus e podiam ser recarregas em qualquer ângulo entre sete graus negativos e doze graus.
O armamento secundário consistia em doze canhões de duplo propósito O.T. Modelo 1929 calibre 45 de 102 milímetros instalados em seis montagens duplas à meia-nau, três em cada lateral. Disparavam projéteis perfurantes de dezesseis quilogramas e projéteis explosivos de 13,7 quilogramas, tendo uma velocidade de saída de 850 metros por segundo e cadência de tiro de sete disparos por minuto. Podiam abaixar até cinco graus negativos e elevar até oitenta graus, tendo um alcance de quinze quilômetros a uma elevação de 35 graus. As montagens tinham um arco de disparo de 360 graus e eram giradas manualmente, já os canhões eram elevados também manualmente. Estas armas e suas montagens foram removidas durante uma reforma em 1956 e substituídas por doze canhões de 40 milímetros em seis montagens duplas.
A bateria antiaérea era de seis canhões Vickers-Terni calibre 39 de 40 milímetros em montagens únicas. Disparavam projéteis de noventa gramas a uma velocidade de saída de 610 metros por segundo com cadência de tiro de 50 a 75 disparos por minuto. Podiam abaixar até cinco graus negativos e elevar até oitenta graus, tendo um alcance de 3,5 quilômetros a 45 graus. Também haviam seis tubos de torpedo de 533 milímetros, três em cada lateral. Cada navio levava doze torpedos.

### Blindagem
A Classe Veinticinco de Mayo tinha uma blindagem muito fina que protegia apenas a parte central dos navios, onde ficavam localizadas as áreas vitais, como as salas de máquinas e depósitos de munição. O cinturão principal de blindagem tinha setenta milímetros de espessura, se estendendo desde sessenta centímetros abaixo da linha de flutuação até o convés inferior; acima disso e até o convés principal sua espessura diminuía para 25 milímetros. A proteção horizontal tinha apenas um convés blindado de 25 milímetros. As torres de artilharia eram protegidas por laterais de cinquenta milímetros de espessura, enquanto a torre de comando tinha laterais de 59 milímetros.

## Navios
| Navio               | Construtor          | Homônimo          | Batimento              | Lançamento             | Comissionamento     | Destino             |
| ------------------- | ------------------- | ----------------- | ---------------------- | ---------------------- | ------------------- | ------------------- |
| Almirante Brown     | Odero Terni Orlando | William Brown     | 12 de outubro de 1927  | 28 de setembro de 1929 | 18 de julho de 1931 | Desmontados em 1962 |
| Veinticinco de Mayo | Odero Terni Orlando | Revolução de Maio | 29 de novembro de 1927 | 11 de agosto de 1929   | 11 de julho de 1931 | Desmontados em 1962 |

## História

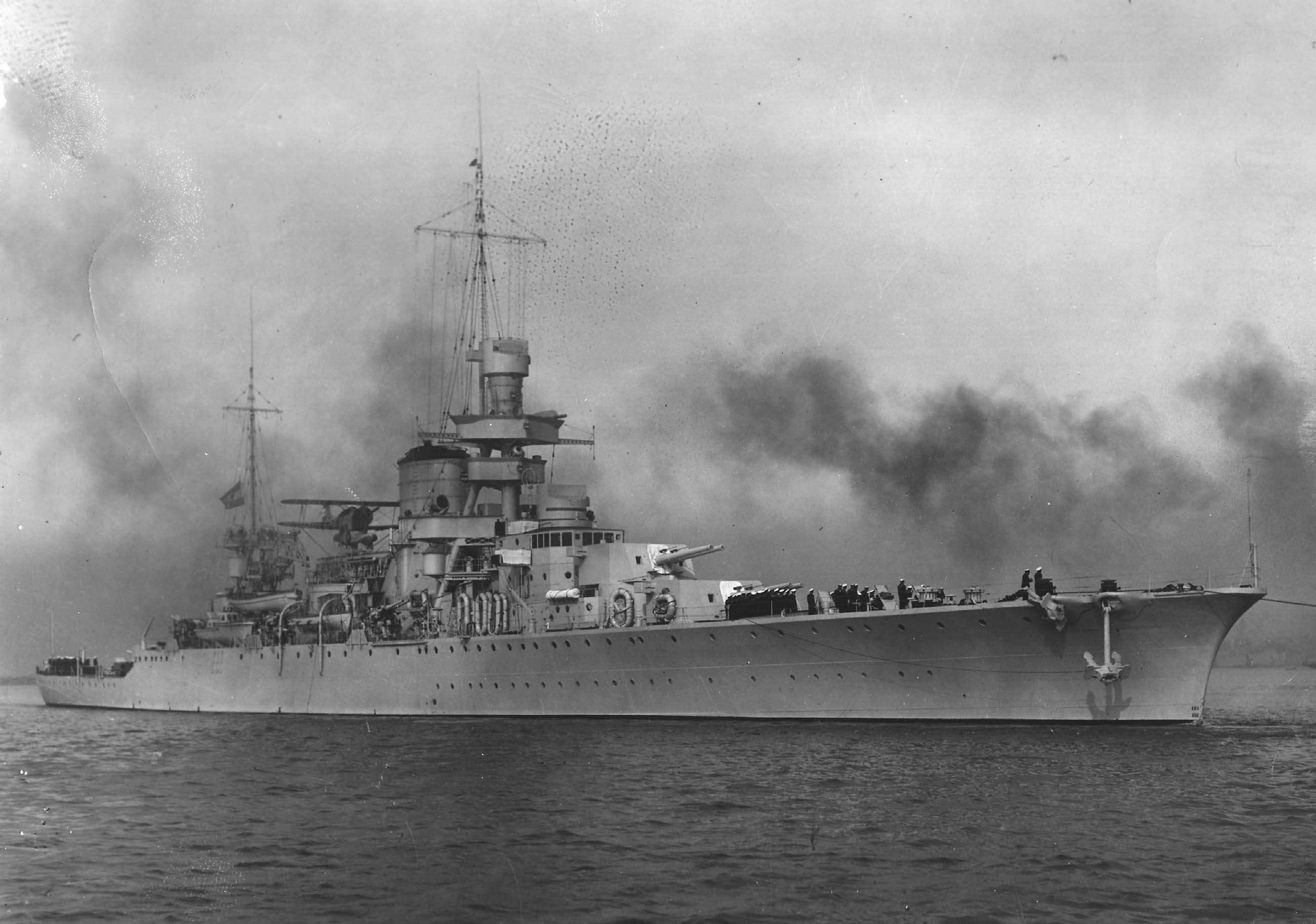
O Almirante Brown em 1949

Os dois cruzadores foram entregues para a Armada Argentina em 5 de julho de 1931, deixando Gênova no dia 27 e chegando em La Plata em 15 de setembro. O início de suas carreiras foi tranquilo e sem grandes incidentes, consistindo principalmente em viagens diplomáticas para outros países da América do Sul. O Veinticinco de Mayo foi enviado para a Espanha durante a Guerra Civil Espanhola com o objetivo de proteger cidadãos e interesses argentinos, também embarcando refugiados. Chegou em Alicante em 22 de agosto de 1936 e voltou para casa em 14 de dezembro. A Segunda Guerra Mundial começou em 1939 e os navios permaneceram em águas territoriais por conta da Argentina ter mantido sua neutralidade. O Almirante Brown colidiu e afundou o contratorpedeiro ARA Corrientes em 3 de outubro de 1941 durante exercícios, em seguida colidindo com o couraçado ARA Rivadavia, necessitando de três meses de reparos.
Depois da guerra fizeram viagens para a Antártica e continuaram com suas rotinas pré-guerra de viagens diplomáticas internacionais. O Almirante Brown fez uma viagem para os Estados Unidos em 1949, enquanto no ano seguinte um helicóptero pousou em seu convés, o primeiro pouso de uma aeronave em uma embarcação argentina. O resto de suas carreiras transcorreu sem grandes incidentes. O Veinticinco de Mayo foi tirado de serviço e colocado na reserva em 1959, com o mesmo ocorrendo com o Almirante Brown no ano seguinte. Foram desarmados e descomissionados em 31 de julho de 1961, sendo vendidos para desmontagem para uma empresa italiana de Milão, partindo para a desmontagem em 2 de março de 1962.

### Citações
1. ↑  Montenegro 2003, pp. 119–121.
2. 1 2 3 4 5 6 7 8 9 10 11 12 13 14  Whitley 1995, p. 12.
3. ↑  Scheina 1992, p. 420.
4. 1 2 3 4 5 6  Whitley 1995, p. 13.
5. ↑   «Argentina 7.5"/52 (19 cm) O.T.». NavWeaps. Consultado em 17 de fevereiro de 2024
6. ↑   «Italy 102 mm/45 (4") S-A Models 1917 and 1919 and S-C Model 1917». NavWeaps. Consultado em 17 de fevereiro de 2024
7. ↑   «Britain 2-pdr [4 cm/39 (1.575")] QF Mark II, Mark II* and Mark II*C». NavWeaps. Consultado em 17 de fevereiro de 2024